# Lusakn
Lusakn (en arménien Լուսակն) est une communauté rurale du marz d'Aragatsotn, en Arménie. Elle compte 207 habitants en 2009.